# Max Pettini
Max Pettini (Roma, 15 de junho de 1949) é um astrônomo britânico nascido na Itália.
É professor de astronomia observacional no Instituto de Astronomia da Universidade de Cambridge.
Pettini nasceu em Rome mas estudou física com PhD em astrofísica no University College London. Trabalhou depois no Reino Unido, mas passou quatro anos no Observatório Astronômico Australiano em Epping, Sydney, de 1987 a 1991, e tem cidadania britânica.
Suas conclusões observacionais de início de carreira evidenciaram que a Via Láctea é envolvida por um véu de plasma quente.
Pettini foi laureado com a Medalha Herschel de 2008 da Royal Astronomical Society. Em maio de 2010 foi eleito fellow da Royal Society.